# Hieracium alejandrei
Hieracium alejandrei es una especie de planta con flor del género Hieracium, de la familia Asteraceae, orden Asterales.

## Distribución
Hieracium alejandrei se distribuye por España.

## Taxonomía
Fue descrita científicamente por G. Mateo Sanz. Fue publicada en Estud. Mus. Cienc. Nat. Álava 9: 35 (1995).